# Sven Habermann
Sven Habermann (Berlim, 3 de novembro de 1961) é um ex-futebolista profissional alemão naturalizado canadiano, que atuava como meia.

## Carreira
Sven Habermann fez parte do elenco da histórica Seleção Canadense de Futebol da Copa do Mundo de 1986 